# Marieke van den Ham
Marieke van den Ham (Wierden, 21 januari 1983) is een Nederlandse waterpolospeelster.
Van den Ham speelt sinds haar veertiende waterpolo. De keus voor die sport lag voor de hand, want ook haar ouders hebben aan waterpolo gedaan. Ze begon bij De Veene uit Wierden en kwam op het hoogste niveau uit voor Polar Bears in Ede. Met die club werd ze in 2007 en 2009 landskampioen.
Haar olympische debuut maakte ze in 2008 op de Olympische Spelen van Peking, waar Nederland de titel voor zich opeiste. Daarna besloot ze voorrang te geven aan haar maatschappelijke carrière en te stoppen als international. Na het behalen van de landstitel in 2008-2009 verliet ze Polar Bears om op lager niveau bij De Veene te gaan spelen.

## Palmares

### Polar Bears
- Hoofdklasse: 2006-2007, 2008-2009
- KNZB beker: 2008-2009

### Nederland
- 2005: 10e WK Montréal (Canada)
- 2006: 5e World League Cosenza (Italië)
- 2006: 6e EK Belgrado (Servië)
- 2007: 9e WK Melbourne (Australië)
- 2008: 5e EK Málaga (Spanje)
- 2008:  Olympische Spelen van Peking

Iefke van Belkum · 
Gillian van den Berg · 
Daniëlle de Bruijn · 
Mieke Cabout · 
Rianne Guichelaar · 
Biurakn Hakhverdian · 
Marieke van den Ham · 
Noeki Klein · 
Simone Koot · 
Ilse van der Meijden · 
Meike de Nooy · 
Alette Sijbring · 
Yasemin Smit · 
Robin van Galen (bondscoach) · 
Arno Havenga (teammanager)